# Philolaos von Korinth
Philolaos von Korinth (Φιλόλαος ὁ Κορίνθιος Philólaos ho Korínthios) war dem Bericht des Aristoteles zufolge ein korinthischer Staatsmann und Gesetzgeber aus dem Geschlecht der Bakchiaden, also der Nachkommen des Königs Bakchis. Um 728 v. Chr. zog er gemeinsam mit seinem Liebhaber und Sieger der Olympischen Spiele dieses Jahres, Diokles von Korinth, ins böotische Theben. Dort machte man sich seine staatsrechtlichen Kenntnisse zunutze. Die laut Aristoteles von Philolaos erlassenen sogenannten thetischen Gesetze regelten die Kinderzeugung. Da sie sich vornehmlich mit dem Erhalt der Landlose beschäftigten, bezogen sie sich vermutlich auf Regelungen zur Adoption. Zur Lage seines Grabes in Theben, das sich unweit des Grabes des Diokles befand, referiert Aristoteles ausführlich die lokale Anekdote.